# Orthosie (maan)
Orthosie of Jupiter XXXV is een natuurlijke satelliet van Jupiter. De maan werd ontdekt in 2001 door een team onder leiding van Scott S. Sheppard, en kreeg in eerste instantie de naam S/2001 J 9. Orthosie is ongeveer 2 kilometer in doorsnee en draait rond Jupiter op een gemiddelde afstand van 21,158 Gm in 622,58 dagen, met een glooiingshoek van 146° ten opzichte van de ecliptica. 
De maan is genoemd naar Orthosie, de Griekse godin van de schoonheid, en een van de Horae.
Orthosie behoort tot de Ananke-groep, een groep manen van Jupiter.